# Евгенија Римска
Света Евгенија Римска (умрла око 262) је била ранохришћанска мученица.
Рођена је у Риму. Била је ћерка Филипа и Клаудије. Филип је за време римског цара Комода постављен за епарха целог Египта. По наређењу цара Филип је хришћане истерао из града Александрије, али им је дозволио да живе ван града и слободно упражњавају веру. Евгенија је посећивала хришћане ван града и после неког времена примила хришћанство. Говорила је грчки и латински, а отац ју је учио и филозофији.
Када је прочитала посланицу апостола Павла, зажелела је да постане хришћанка. Побегла је од родитеља са два евнуха и крстила се. Крстио ју је епископа Елије. Прерушена у мушко одело ступила је у мушки манастир, где је примила монашки чин.
У хришћанској традицији се помиње да је уз помоћ подвижништва примила од Бога благодат исцељења болесних. Тако је исцелила и једну богату жену Мелантију. После ова жена је хтела да наведе Евгенију на телесни грех, пошто није знала да је Евгенија женско. Пошто је одлучно одбијена, Мелантија је из освете отишла код епарха и оклеветала Евгенију. Епарх је наредио да све монахе окују и затворе у тамницу. Када је изведена на суд, Света Евгенија се показала своме оцу као његова ћерка. Тада се Филип крстио са целом породицом. Након крштења Филип је изабран за епископа александријског. Када је чуи за ово, римски цар је посло војводу Теренција који је у Александрији, тајно убио Филипа.
Након тога се Евгенија преселила у Рим са мајком и браћом. У Риму је ревносно преводила многобошце у хришћанство, нарочито девојке. Тако је превела у хришћанство и Василу, која је ускоро након тога посечена мачем због вере Христа. Тада су посечена и оба њена евнуха, Прот и Јакинт. У хришћанској традицији се спомиње да је од Евгенијине близине пао храм Дијанин и разрушио се. Због тога су је мучитељи бацили најпре у воду, потом у ватру, али Бог ју је спасавао из тих ситуација. Хришћани верују да јој се Исус Христос јавио у тамници и рекао јој, да ће пострадати на сам дан Његовог Рождества.
Мачем је посечена 25. децембра 262. године у Риму. У хришћанској традицији се помиње да се после смрти јавила мајци и тешила је.
Српска православна црква слави је 24. децембра по црквеном, а 6. јануара по грегоријанском календару.